# Order Stefana Wielkiego
Order Stefana Wielkiego (rum. Ordinul „Ștefan cel Mare”) – wojskowe, drugie w kolejności starszeństwa odznaczenie mołdawskie ustanowione 30 lipca 1992 roku. Order ten został nazwany na cześć hospodara Stefana III Wielkiego.
Nadawany jest przez mołdawskiego prezydenta za:
- akty bohaterstwa i umiejętne przywództwo w operacjach wojskowych,
- za szczególną waleczność podczas utrzymania porządku publicznego, obrony praw człowieka i wolności,
- za odwagę i poświęcenie w celu zapewnienia bezpieczeństwa państwa w wykonywaniu misji specjalnych,
- za inne szczególne zasługi w obronie wolności i niezależności Republiki Mołdawii[1].

Odznaką jest ośmiopromienna pozłacana gwiazda orderowa (średn. 45 mm), ze srebrnym wizerunkiem ukoronowanego patrona orderu i złoconą inskrypcją „ȘTEFAN CEL MARE” na biało emaliowanym tle. Baretka odznaczenia jest koloru czerwonego z niebiesko-żółtymi paskami bocznymi.
Wśród odznaczonych znajduje się m.in. były prezydent Nicolae Timofti, wyróżniony w 2015.